# Grammy Award for Best Gospel Song
Der Grammy Award for Best Gospel Song, auf Deutsch „Grammy-Auszeichnung für das beste Gospellied“, war ein Musikpreis, der von 2006 bis 2014 von der amerikanischen Recording Academy im Bereich der Gospelmusik verliehen wurde.

## Geschichte und Hintergrund
Die seit 1959 verliehenen Grammy Awards werden jährlich in zahlreichen Kategorien von der Recording Academy in den Vereinigten Staaten vergeben, um künstlerische Leistung, technische Kompetenz und hervorragende Gesamtleistung ohne Rücksicht auf die Album-Verkäufe oder Chart-Position zu würdigen.
Eine dieser Kategorien war der Grammy Award for Best Gospel Song. Der für den Songwriter vergebene Preis wurde erstmals bei den 48. Grammy Awards 2006 an James Harris, Terry Lewis, James Q. Wright und Yolanda Adams für das von Yolanda Adams gesungene Lied „Be Blessed“ verliehen. Ab 2012 wurde die Preiskategorie in die Kategorien Grammy Award for Best Gospel Song und Grammy Award for Best Contemporary Christian Music Song unterteilt. Letztere war eine neu gebildete Kategorie im Rahmen einer umfassenden Überarbeitung der Grammy-Kategorien, um zwischen traditionellen „alten“ Gospelliedern und zeitgenössischen Gospelliedern zu unterscheiden.

## Gewinner und Nominierte
| Jahr | Gewinner                                                   | Nationalität       | Lied                                    | Interpret                          | Nominierte | Bild des/der Gewinner(s) |
| ---- | ---------------------------------------------------------- | ------------------ | --------------------------------------- | ---------------------------------- | --- | ------------------------ |
| 2006 | Yolanda Adams James Harris III Terry Lewis James Q. Wright | Vereinigte Staaten | „Be Blessed“                            | Yolanda Adams                      | - Israel Houghton und Aaron Lindsey – „Again I Say Rejoice“ (Israel & New Breed) - Erica Campbell, Joi Campbell, Trecina Campbell und Warryn Campbell – „Heaven“ (Mary Mary) - Joeworn Martin – „Lift Him Up“ (Hezekiah Walker & Love Fellowship Choir) - James Moss – „We Must Praise“ (J. Moss)                                                                             |                          |
| 2007 | Kirk Franklin                                              | Vereinigte Staaten | „Imagine Me“                            | Kirk Franklin                      | - Donald Lawrence – „The Blessing Of Abraham“ (Donald Lawrence & The Tri-City Singers) - Brown Bannister und Mac Powell – „Mountain of God“ (Third Day) - Israel Houghton und Aaron Lindsey – „Not Forgotten“ (Israel & New Breed) - Tye Tribbett – „Victory“ (Tye Tribbett)                                                                                                  |                          |
| 2008 | Karen Clark-Sheard                                         | Vereinigte Staaten | „Blessed & Highly Favored“              | The Clark Sisters                  | - Mark Hall und Bernie Herms – „East To West“ (Casting Crowns) - Donald Lawrence – „Encourage Yourself“ (Donald Lawrence & The Tri-City Singers) - Cary Barlowe, Toby McKeehan, Jamie Moore und Aaron Rice – „Made To Love“ (TobyMac) - James L. Moss – „Praise On The Inside“ (J. Moss)                                                                                      |                          |
| 2009 | Kirk Franklin                                              | Vereinigte Staaten | „Help Me Believe“                       | Kirk Franklin                      | - James L. Moss – „Cover Me“ (21:03 mit Fred Hammond, Smokie Norful und J. Moss) - Erica Campbell, Joi Campbell, Trecina Campbell und Warryn Campbell – „Get Up“ (Mary Mary) - Brandon Heath – „Give Me Your Eyes“ (Brandon Heath) - Steven Curtis Chapman und MercyMe – „You Reign“ (MercyMe)                                                                                |                          |
| 2010 | Erica Campbell Tina Campbell Warryn Campbell               | Vereinigte Staaten | „God In Me“                             | Mary Mary mit Kierra “Kiki” Sheard | - Tai Anderson, David Carr, Mark Lee und Mac Powell – „Born Again“ (Third Day mit Lacey Mosley) - Cary Barlowe, Toby McKeehan & Jamie Moore – „City On Our Knees“ (TobyMac) - Dayna Caddell, Israel Houghton, Aaron Lindsey und Ricardo Sanche – „Give Me Your Eyes“ (Israel Houghton & Mary Mary) - Jason Houser, Sam Mizell und Matthew West – „The Motions“ (Matthew West) |                          |
| 2011 | Jerry Peters Kirk Whalum                                   | Vereinigte Staaten | „It’s What I Do“                        | Kirk Whalum und Lalah Hathaway     | - Lisa Gungor und Michael Gungor – „Beautiful Things“ (Gungor) - Sarah Hart und Chapin Hartford – „Better Than Hallelujah“ (Amy Grant) - Jonas Myrin, Matt Redman, Jesse Reeves und Chris Tomlin – „Our God“ (Chris Tomlin) - Gordon Kennedy – „Return to Sender“ (Ricky Skaggs)                                                                                              |                          |
| 2012 | Kirk Franklin                                              | Vereinigte Staaten | „Hello Fear“                            | Kirk Franklin                      | - Erica Campbell, Tina Campbell, Gerald Haddon & Tammi Haddon – „Sitting With Me“ (Mary Mary) - Donald Lawrence – „Spiritual“ (Donald Lawrence & Co. mit Blanche McAllister-Dykes) - Richard Smallwood – „Trust Me“ (Richard Smallwood & Vision) - Canton Jones – „Window“ (Canton Jones)                                                                                     |                          |
| 2013 | Erica Campbell Tina Campbell Warryn Campbell               | Vereinigte Staaten | „Go Get It“                             | Mary Mary                          | - Cheryl Fortune, James Fortune und Terence Vaughn – „Hold On“ (James Fortune & FIYA mit Monica und Fred Hammond) - Phillip Feaster, Fred Hammond, Jonathan Miller und Calvin Rodgers – „I Feel Good“ (Fred Hammond) - Aaron Lindsey und Marvin Sapp – „My Testimony“ (Marvin Sapp) - Donald Lawrence – „Released“ (Bill Winston & Living Word mit Donald Lawrence)           |                          |
| 2014 | Tye Tribbett                                               | Vereinigte Staaten | „If He Did It Before...Same God“ (Live) | Tye Tribbett                       | - Calvin Frazier und Deitrick Haddon – „Have Your Way“ (Deitrick Haddon) - Wirlie Morris, Michael Paran, Charlie Wilson und Mahim Wilson – „If I Believe“ (Charlie Wilson) - Erica Campbell, Tina Campbell und Warryn Campbell – „A Little More Jesus“ (Erica Campbell) - Percy Bady – „Still“ (Percy Bady mit Lowell Pye)                                                    |                          |